# Maria Canals Barrera
Maria Canals Barrera, geboren als Maria Pilar Canals (Miami, 28 september 1966) is een Amerikaanse actrice, stemactrice en zangeres. Ze is vooral bekend van haar rollen als Theresa Russo in Wizards of Waverly Place, Connie Torres in Camp Rock en Camp Rock 2: The Final Jam, en als de stem van Hawkgirl/Shayera Hol in Justice League en Justice League Unlimited.

## Persoonlijk leven
Barrera werd geboren in Florida en heeft Cubaanse ouders. Ze was vanaf jonge leeftijd geïnteresseerd in acteren en begon met dramalessen op de middelbare school. Ze werd beloond met een studiebeurs voor de dramaschool van de Universiteit van Miami, waar ze afstudeerde met een Bachelor of Arts. Ze spreekt vloeiend Spaans. Barrera woont met haar man, acteur David Barrera, en hun twee dochters, Bridget en Madeleine, in Los Angeles. Een groot deel van haar familie woont in Puerto Rico of Miami.

## Carrière
Barrera heeft veel in het theater gewerkt, zowel in Miami als in Los Angeles. Haar tv-debuut maakte ze in 1993 in verband met de televisieserie Key West. Ze was in de WB-serie Popular te zien als de prostituee 'Candy box', evenals in films als America's Sweethearts en The Master of Disguise. De afgelopen jaren heeft ze veel erkenning gekregen bij de comic book fans voor haar rol als Hawkgirl/Shayera Hol in de Bruce Timm's Justice League en Justice League Unlimited-serie. Ze had ook een terugkerende rol in Static Shock als de journaliste Shelly Sandoval en in Danny Phantom als Paulina, Danny Fenton/Phantom's high school crush. Ze is ook de persoon achter de stem van Mercedes "Meche" Colomar in de Grim Fandango video game van 1998. Canals heeft ook incidentele karakters gespeeld in twee afleveringen van de televisieserie The Boondocks ("Grandad's Fight" en "Home Alone"). Canals heeft ook meegespeeld in The George Lopez Show, als Georges schoonzuster. Ze is de stem van Sunset Boulevardez in The Proud Family Movie. Haar meest recente project is het portretteren van Theresa Russo in Disney Channel's Wizards of Waverly Place.

## Prijzen
In 2002 kreeg ze een American Latino Media Arts (ALMA) Award voor Best Supporting Actress in de televisieserie The Brothers García.
Op 15 augustus 2010 kreeg ze een Imagen Award voor Best Supporting Actress (television) voor haar rol in Wizards of Waverly Place: The Movie.